# Lindsay (Familienname)
Lindsay ist ein englischer Familienname.

## Namensträger

### A
- Alec Lindsay (* 1948), englischer Fußballspieler
- Alex Lindsay (1919–1974), neuseeländischer Geiger, Orchesterleiter und Musikpädagoge
- Alexander Lindsay, 2. Earl of Crawford (* um 1387; † 1438), schottischer Adliger
- Alexander Lindsay, 6. Earl of Balcarres (1752–1825), britischer General und Peer
- Alexander Dunlop Lindsay, 1. Baron Lindsay of Birker (1879–1952), schottischer Philosoph und Adeliger
- Allan Lindsay (1926–2014), britischer Dreispringer
- Andrew Lindsay (Bogenschütze) (* 1976), neuseeländischer Bogenschütze
- Andrew Lindsay (Ruderer) (* 1977), britischer Ruderer
- Arto Lindsay (* 1953), US-amerikanischer Gitarrist und Sänger

### B
- Bert Lindsay (1881–1960), kanadischer Eishockeytorwart
- Bill Lindsay (* 1971), kanadischer Eishockeyspieler

### C
- Coutts Lindsay (1824–1913), englischer Maler

### D
- Dan Lindsay, Filmemacher und Filmschauspieler
- Darran Lindsay (1971–2006), britischer Motorradrennfahrer
- Daryl Lindsay (1889–1976), australischer Künstler
- David Lindsay, 1. Earl of Crawford (* ca. 1360; † 1407), schottischer Adliger
- David Lindsay, 3. Earl of Crawford († 1446), Regent Schottlands
- David Lindsay (1876–1945), britischer Schriftsteller
- David Lindsay (um 1490–1554), schottischer Dichter, siehe David Lyndsay
- David Lindsay (Entdecker) (1856–1922), australischer Entdeckungsreisender
- David Lindsay, 27. Earl of Crawford (1871–1940), britischer Politiker der Conservative Party, Mitglied des House of Commons und Peer
- David Lindsay (Fußballspieler, 1877) (1877–1950), schottischer Fußballspieler
- David Lindsay (Fußballspieler, 1922) (1922–1987), schottischer Fußballspieler
- David Lindsay (Fußballspieler, 1966) (* 1966), englischer Fußballspieler
- David Lindsay-Abaire (* 1969), US-amerikanischer Drehbuchautor und Dramatiker
- Denis Lindsay (1939–2005), südafrikanischer Cricketspieler
- Douglas Lindsay (* 1964), schottischer Schriftsteller

### E
- Elizabeth Sherman Lindsay (1885–1954), US-amerikanische Landschaftsarchitektin und Managerin im Amerikanischen Roten Kreuz
- Eric Mervyn Lindsay (1907–1974), irischer Astronom
- Erica Lindsay (* 1955), US-amerikanische Jazzmusikerin und Komponistin

### F
- Frederic Lindsay († 2013), schottischer Schriftsteller

### G
- George Edmund Lindsay (1916–2002), US-amerikanischer Botaniker
- George H. Lindsay (1837–1916), US-amerikanischer Politiker
- George W. Lindsay (1865–1938), US-amerikanischer Politiker
- Germaine Lindsay (1985–2005), jamaikanisch-englischer Attentäter
- Gillian Lindsay (* 1973), britische Ruderin
- Gordon Lindsay (1906–1973), US-amerikanischer Geistlicher

### H
- Helen Lindsay (1929–2023), britische Schauspielerin
- Herb Lindsay (* 1954), US-amerikanischer Langstreckenläufer
- Howard Lindsay (1889–1968), amerikanischer Dramatiker
- Howard Lindsay (Leichtathlet) (* 1963), antiguanischer Leichtathlet
- Hugh Lindsay (1927–2009), britischer Geistlicher, Erzbischof von Hexham und Newcastle
- Hugh Hamilton Lindsay (1802–1881), Gelehrter

### J
- James Lindsay, 26. Earl of Crawford (1847–1913), britischer Astronom, Philatelist und Politiker
- James Lindsay, 3. Baron Lindsay of Birker (* 1945), australischer Diplomat und britischer Politiker
- James Bowman Lindsay (1799–1862), schottischer Physiker
- James J. Lindsay (James Joseph Lindsay; 1932–2023), US-amerikanischer General
- James M. Lindsay (James Martin Lindsay; * 1959), US-amerikanischer Politikwissenschaftler und Autor
- Jamie Lindsay (Fußballspieler, 1870) (1870–), schottischer Fußballspieler
- Jamie Lindsay (* 1995), schottischer Fußballspieler
- Jeff Lindsay (* 1952), US-amerikanischer Autor
- Joan Lindsay (1896–1984), australische Schriftstellerin
- John Lindsay (1921–2000), US-amerikanischer Politiker
- John Lindsay (Musiker) (1894–1950), US-amerikanischer Jazzmusiker
- John Lindsay, 19. Earl of Crawford († 1714), schottisch-britischer Adliger und Offizier
- John Lindsay, 20. Earl of Crawford (1702–1749), britischer Adliger und Offizier
- John Lindsay-Theimer (1884–1952), österreichisch-deutscher Komponist

### K
- Kylie Lindsay (* 1983), neuseeländische Squashspielerin

### L
- Liam Lindsay (* 1995), schottischer Fußballspieler
- Lilian Lindsay (1871–1960), britische Zahnärztin, Bibliothekarin und Autorin
- Lionel Lindsay (1874–1961), australischer Künstler
- Loelia Lindsay (1902–1993), britische Adlige, Expertin für Handarbeiten und Zeitschriftenredakteurin

### M
- Margaret Lindsay (1910–1981), US-amerikanische Schauspielerin
- Mark Lindsay (* 1942), US-amerikanischer Sänger und Komponist
- Mark Lindsay (Schiedsrichter) (* 1977), US-amerikanischer Basketballschiedsrichter
- Martin Lindsay, 1. Baronet (1905–1981), britischer Peer, Offizier, Polarforscher, Politiker und Autor
- Mathew Lindsay (* 1990), australischer Eishockeyspieler
- Merl Lindsay (1915–1965), US-amerikanischer Country-Musiker
- Mike Lindsay (1938–2019), britischer Kugelstoßer und Diskuswerfer
- Michael Lindsay, 2. Baron Lindsay of Birker (1909–1994), britischer Politiker
- Michael Lindsay-Hogg (* 1940), US-amerikanischer Regisseur und Drehbuchautor

### N
- Nicholas Vachel Lindsay (1879–1931), US-amerikanischer Schriftsteller
- Norah Lindsay (1873–1948), englische Gesellschaftsdame und Gartengestalterin
- Norman Lindsay (1879–1969), australischer Illustrator und Schriftsteller

### P
- Patrick Lindsay (1914–1993), irischer Politiker (Fine Gael)
- Percy Lindsay (1870–1952), australischer Maler
- Philip Lindsay (1906–1958), australischer Romanschriftsteller
- Phillip Lindsay (* 1994), US-amerikanischer Footballspieler

### R
- Reginald C. Lindsay (1945–2009), US-amerikanischer Jurist
- Robert Lindsay (Leichtathlet) (Robert Alexander Lindsay; 1890–1958), britischer Sprinter
- Robert Lindsay, 29. Earl of Crawford (Robert Alexander Lindsay; 1927–2023), britischer Politiker (Conservative Party), Oberhaupt des Clans Lindsay
- Robert Lindsay (Schauspieler) (Robert Lindsay Stevenson; * 1949), britischer Schauspieler
- Robert Lindsay (Kameramann) (auch Lindsay Roberts), US-amerikanischer Kameramann
- Robert B. Lindsay (1824–1902), US-amerikanischer Politiker (Alabama)
- Ronald Lindsay (1877–1945), britischer Diplomat
- Ruby Lindsay (1885–1919), australische Illustratorin und Malerin

### S
- Sam A. Lindsay (* 1951), US-amerikanischer Jurist
- Samuel McCune Lindsay (1869–1960), US-amerikanischer Soziologe
- Sandie Lindsay, 1. Baron Lindsay of Birker (1879–1952), britischer Philosoph
- Sarah Lindsay (Dichterin) (* 1958), US-amerikanische Dichterin
- Sarah Lindsay (Shorttrackerin) (* 1980), britische Shorttrackerin

### T
- Ted Lindsay (1925–2019), kanadischer Eishockeyspieler und -trainer
- Thomas Corwin Lindsay (1839–1907), US-amerikanischer Landschafts-, Tier- und Porträtmaler
- Tony Lindsay, US-amerikanischer Rocksänger

### V
- Vachel Lindsay (1879–1931), US-amerikanischer Schriftsteller, siehe Nicholas Vachel Lindsay

### W
- Wallace Martin Lindsay (1858–1937), schottischer Klassischer Philologe
- Walter Lindsay (1855–1930), britischer Generalmajor
- William Lindsay (Politiker, 1813) (1813–1895), irisch-kanadischer Politiker
- William Lindsay (Politiker, 1835) (1835–1909), US-amerikanischer Politiker (Kentucky)
- William Lindsay (Herold) (1846–1926), englischer Herold
- William Lindsay (Fußballspieler) (1847–1923), englischer Fußballspieler
- William Lindsay (Hockeyspieler) (1916–1971), schottischer Hockeyspieler
- William Hamilton Lindsay  (* 1971), kanadischer Eishockeyspieler, siehe Bill Lindsay
- William Lauder Lindsay (1829–1880), britischer Arzt und Botaniker
- William M. Lindsay (1880–1957), US-amerikanischer Politiker